# 윤종훈
윤종훈(尹鐘焄, 1984년 2월 15일~)은 대한민국의 배우이다.

## 학력
- 대전중앙고등학교 (졸업)
- 대전대학교 외국어문학부 (중퇴)

## 출연 작품

### 드라마
- 2009년 MBC 수목드라마 《돌아온 일지매》
- 2009년 KBS 주말드라마 《천추태후》
- 2010년 MBC 일일드라마 《황금물고기》
- 2013년 KBS 단막극 《KBS 드라마 스페셜 연작 시리즈 - 시리우스》 - 신우의 친구 역
- 2013년 Mnet 금요드라마 《몬스타》 - 신재록 역
- 2013년 tvN 금토드라마 《응답하라 1994》 - 김기태 역
- 2014년 SBS Plus 월화드라마 《여자만화 구두》 - 최연호 역
- 2014년 tvN 금토드라마 《응급남녀》 - 임용규 역
- 2014년 SBS 일일드라마 《사랑만 할래》 - 김우주 역
- 2014년 tvN 금토드라마 《미생》 - 이상현 역
- 2014년 OCN 일요드라마 《닥터 프로스트》 - 강진욱 역 (특별출연)
- 2015년 tvN 금요드라마 《미생물》 - 이상현 역
- 2015년 KBS 수목드라마 《착하지 않은 여자들》 - 어린 정구민 역
- 2015년 MBC 일일특별기획 《딱 너 같은 딸》 - 백선재 역
- 2015년 E채널 & 드라마큐브 일요드라마 《라이더스: 내일을 잡아라》 - 김준욱 역
- 2016년 SBS 아침연속극 《내 사위의 여자》 - 최용준 역
- 2016년 MBC 수목드라마 《한 번 더 해피엔딩》
- 2016년 네이버 tvcast 웹드라마 《박대리는 휴가중》 - 박상무 역
- 2016년 tvN 월화드라마 《또! 오해영》 - 최누리 역
- 2016년 MBC 일일드라마 《다시 시작해》 - 이선호 역
- 2016년 JTBC 금토드라마 《청춘시대》 - 서동주 역
- 2017년 tvN 월화드라마 《하백의 신부 2017》 - 마봉열 역 (특별출연)
- 2017년 MBC 월화드라마 《왕은 사랑한다》 - 왕전 역
- 2018년 SBS 드라마스페셜 《리턴》 - 서준희 역
- 2018년 MBC 수목드라마 《이리와 안아줘》 - 길무원 역
- 2018년 MBC 주말드라마 《내사랑 치유기》 - 박완승 역
- 2018년 SBS 드라마스페셜 《황후의 품격》 - 강주승의 형 역 (특별출연)
- 2019년 MBC 수목드라마 《신입사관 구해령》 - 이겸 역 (특별출연)
- 2019년 MBC 수목드라마 《어쩌다 발견한 하루》 - 이주화 역 (특별출연)
- 2020년 MBC 수목드라마 《그 남자의 기억법》 - 유태은 역
- 2020년 SBS 월화드라마 《펜트하우스》- 하윤철 역
- 2021년 SBS 금토드라마 《펜트하우스 2》- 하윤철 역
- 2021년 SBS 금요드라마 《펜트하우스 3》- 하윤철 역 (1회 ~ 13회)
- 2022년 tvN 금토드라마 《별똥별》- 강유성 역
- 2023년 SBS 금토드라마 《7인의 탈출》- 양진모 역
- 2024년 SBS 금토드라마 《7인의 부활》- 양진모 역

### 영화
- 《여자만화구두 극장판》 (2014년) - 최연호 역
- 《지난 여름 갑자기》 (2012년)
- 《콩팥이 필요해》 (2010년)
- 《얼어붙은 땅》 (2010년) - 병조 역
- 《리퀘스트》 - 쓰레기 역
- 《계산》 - 전교 1등 역
- 《보이는 것만 믿으세요》
- 《평범한 이야기》
- 《파이트 어게인》

### 방송
- 2012년 ~ 2013년 Trend E 《All about Trend TM》
- 2016년, 2018년 MBC every1 《비디오스타》-  게스트 (2016년 11월 8일, 2018년 5월 29일 방송분 출연)
- 2018년 KBS 《해피투게더 시즌3》 - 게스트 (2018년 4월 26일 방송분 출연)
- 2018년 KBS 《천상의 컬렉션》(2018년 10월 13일 방송분 출연)
- 2019년 넷플릭스 《범인은 바로너! 시즌2》(11월 8일 방송분 출연)
- 2021년 SBS 《미운 우리 새끼》 - 스페셜 MC (2021년 2월 7일 방송분 출연)
- 2021년 SBS 《런닝맨》 - 게스트 (2021년 2월 14일 방송분 출연)
- 2021년 tvN 《해치지 않아》 - 고정
- 2022년 tvN 《줄 서는 식당》 - 34회 게스트
- 2023년 SBS 《무장해제》 - 2회 게스트
- 2023년 SBS 《런닝맨》 -675회 게스트
- 2024년 MBC 《전참시》 -313회 게스트
- 2025년 KBS2 편스토랑 - 254회 신입편셰프

### 뮤직비디오
- 고현욱 - 연애소설 (2013년)
- 이종섭 - 그녀가 떠나가네요 (2012년)
- 양희은 - 꽃병 (2014년)

### CF
- 신한은행 《신입사원 편》
- 현대백화점 《야간 경호원 편》
- 현대백화점 《푸드코트 편》
- CANON 《EOS 60D》

## 수상 및 후보
| 연도 | 시상식       | 부문                               | 작품             | 결과 |
| ---- | ------------ | ---------------------------------- | ---------------- | ---- |
| 2018 | MBC 연기대상 | 연속극부문 남자 우수연기상         | 내사랑 치유기    | 후보 |
| 2018 | SBS 연기대상 | 남자 신인연기상                    | 리턴             | 후보 |
| 2018 | SBS 연기대상 | 캐릭터 연기상                      | 리턴             | 수상 |
| 2020 | MBC 연기대상 | 수목미니시리즈부문 남자 우수연기상 | 그 남자의 기억법 | 후보 |
| 2020 | SBS 연기대상 | 중·장편드라마부문 남자 우수연기상  | 펜트하우스       | 수상 |